# Erpodium theriotii
Erpodium theriotii là một loài rêu trong họ Erpodiaceae. Loài này được Broth. ex Corb. mô tả khoa học đầu tiên năm 1912.